# مويسيس روبرتو باربوسا
مويسيس روبرتو باربوسا (بالبرتغالية: Moisés Roberto Barbosa‏) (11 مارس 1995 في البرازيل - ) هو لاعب كرة قدم برازيلي في مركز الدفاع. لعب مع نادي مادوريرا.

## وصلات خارجية
- مويسيس روبرتو باربوسا على موقع قاعدة بيانات كرة القدم.إي يو (الإنجليزية)
- مويسيس روبرتو باربوسا على موقع Soccerway.com (الإنجليزية)
- مويسيس روبرتو باربوسا على موقع عالم كرة القدم.نت (الإنجليزية)